# Letepsammia franki
Letepsammia franki är en korallart som beskrevs av Robert M. Owens 1994. Letepsammia franki ingår i släktet Letepsammia och familjen Micrabaciidae.
Artens utbredningsområde är Indiska oceanen. Inga underarter finns listade i Catalogue of Life.